# Here We Go Again (Demi Lovato sång)
"Here We Go Again" är titelsången och den ledande singeln från skådespelaren, sångaren och låtskrivaren Demi Lovatos andra studioalbum Here We Go Again. Sången släpptes på Radio Disney den 17 juni 2009 och för digital nedladdning den 23 juni 2009. Sången har topplacerats som #61 på Canadian Hot 100 och som #15 på Billboard Hot 100 i USA.

## Musikvideo
Musikvideon (regisserad av The Malloys) filmades den 8 juni 2009 och hade premiär den 26 juni på Disney Channel. Genom hens officiella hemsida blev fansen informerade att de kunde delta i videon som åskådare. Videon börjar med Lovato i sitt omklädningsrum när hen pratar med sin pojkvän på mobiltelefonen. Det antas att pojkvännen har avslutat förhållandet eftersom hen river upp en bild av honom. Men ett par minuter senare ringer han tillbaka, men Lovato ignorerar telefonen och ger sig av till scenen där hen uppträder. Hens pojkvän visas sedan i publiken på konserten, och efter Lovato är färdig med framträdandet går hen tillbaka till sitt omklädningsrum. Där möts hen av pojkvännen som har med sig en ros, och därmed börjar de sin relation igen, trogen till temat i låten.

## Tracklista
Digital download
- "Here We Go Again" (Album Version) - 3:45

## Prestation på topplistorna
Den 3 juli 2009 debuterade sången som #51 på Billboard Hot 100 i USA och som #86 på Canadian Hot 100 i Kanada, men har i slutändan topplacerats som #61 där. 1 augusti 2009 hade sången nått #15 på Hot 100, vilket gjorde den till Lovatos första topp-20-hit som soloartist. Den placerades även som #1 på Radio Disney Top 30 Countdown. 

## Topplistor
| Lista (2009)              | Topplacering |
| ------------------------- | ------------ |
| Kanada (Canadian Hot 100) | 61           |
| Nya Zeeland (RIANZ)       | 38           |
| USA (Billboard Hot 100)   | 15           |

## Utgivningshistorik
| Land | Datum         | Format           | Skivbolag         |
| ---- | ------------- | ---------------- | ----------------- |
| USA  | 17 juni, 2009 | Radio Disney     | Hollywood Records |
| USA  | 23 juni, 2009 | Digital download | Hollywood Records |